# Ahmed Ben Bella
Ahmed Ben Bella (Marnia, 25. prosinca 1916. - Alžir, 11. travnja 2012. ), alžirski političar i državnik.
Bio je premijer (od 1962.), a potom i prvi predsjednik neovisnog Alžira (od 1963.). Godine 1965. svrgnut je vojnim pučem s vlasti i dugo vremena je živio u progonstvu. Umire u obiteljskoj kući u Alžiru, 11. travnja 2012.